# Manniella
Manniella är ett släkte av orkidéer. Manniella ingår i familjen orkidéer.
Kladogram enligt Catalogue of Life:
| Manniella | \| \| Manniella cypripedioides \| \| \| \| \| \| Manniella gustavi \| \| \| \| |
|           | \| \| Manniella cypripedioides \| \| \| \| \| \| Manniella gustavi \| \| \| \| |
|           | Manniella cypripedioides                                                       |
|           |                                                                                |
|           | Manniella gustavi                                                              |
|           |                                                                                |